# Aerangis cryptodon
Aerangis cryptodon es una orquídea epífita originaria de Madagascar.

## Descripción
Es una planta de tamaño pequeño que prefiere clima caliente a fresco, es de hábito epífita, con tallo corto llevando  9 hojas carnosas de color verde oscuro, oblongas con el ápice bi-lobulado. Florece en una inflorescencia arqueada a pendular de 30 a 40 cm de largo con varias a muchas (de 8 a 20) flores fragantes de 3,75 cm de ancho en un racimo con  un raquis de color rojo marrón, y brácteas florales de color marrón. La floración se produce en el otoño y el invierno.

## Distribución y hábitat
Se encuentra en Madagascar en la selva tropical cálida en alturas de 200 a 1.800 m s. n. m.

## Cultivo
Las plantas son cultivadas mejor colgándolas en canastas y suelen exigir plena luz solar y temperaturas intermedias a  cálidas.  Si se encuentran colgadas las raíces deben ser regadas con frecuencia. Las plantas deben ser cultivadas en medios  que estén bien drenados, como fibras de helechos arborescentes (para las pequeñas plantas), o varias piezas  gruesas de corteza de abeto, o musgo esponjoso.

## Taxonomía
Aerangis cryptodon fue descrita por (Rchb.f.) Schltr. y publicado en Die Orchideen 598. 1914.
Etimología
El nombre del género Aerangis procede de las palabras griegas: aer = (aire) y angos = (urna), en referencia a la forma del labelo.
cryptodon: epíteto
Sinonimia
| - Aerangis caulescens Schltr. 1916; - Aerangis malmquistiana Schltr. 1925; - Aerangis stylosa (Rolfe) Schltr. 1915; - Angorchis criptangis Thouars ex Kuntze 1894; - Angorchis cryptodon (Rchb. f.) Kuntze 1891; | - Angraecum buyssonii God.-Leb. 1891; - Angraecum cryptodon Rchb. f. 1883; - Angraecum dubuyssonii God.-Leb. 1887; - Angraecum fournierae André 1896; - Rhaphidorhynchus stylosus Finet 1907 |